# مایکو
مایکو (به اسپانیایی: Provincia de Malleco) یک استان در شیلی است که در منطقه آرائوکانیا واقع شده‌است. مایکو ۱۳٬۴۳۳٫۳ کیلومترمربع مساحت و ۱۹۶٬۱۹۰ نفر جمعیت دارد.